# 푸리프

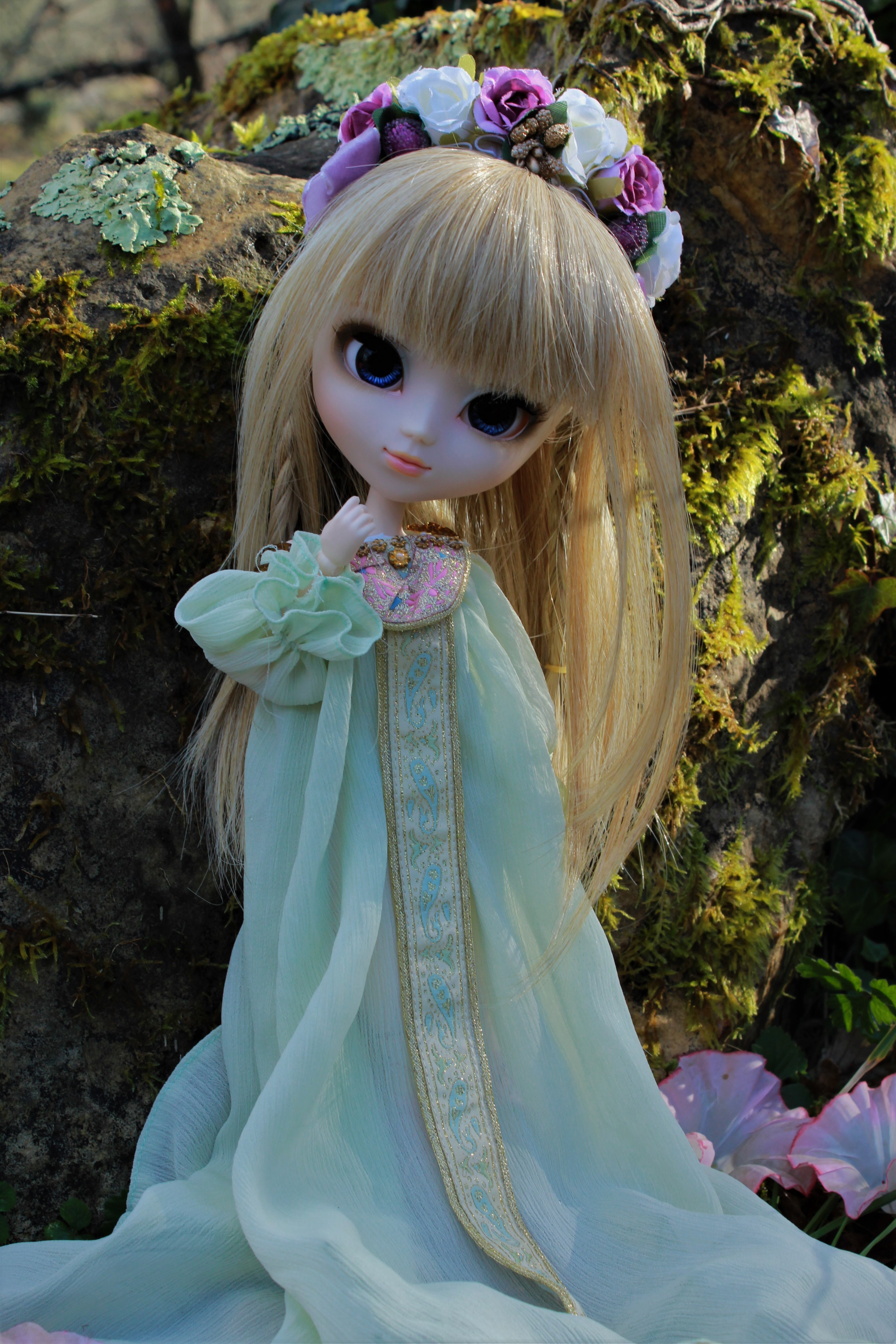

푸리프(Pullip)는 AGA가 제작하는 패션 인형 브랜드이다.
지금의 기분을 표현하는 것을 컨셉으로 한 패션 인형으로, 패션 (의상, 메이크업, 헤어 스타일, 소품)을 변경하여 그 때의 기분을 구현할 수 있는 다양한 푸리프가 발매되고 있다. 푸리프의 남자 친구 태양(Taeyang)과 태양의 여동생 달(DAL), 달의 친구 별(Byul), 푸리프의 동생 이슬 (Isul) 등도 라인업에 추가되었다.
여러 패션 브랜드와 협업하여 콜라보레이션 제품을 발매하기도 하며, 패션 브랜드 의류 업체 외에도 애니메이션 《로젠 메이든》이나 《신세기 에반게리온》의 등장 인물, 산리오 캐릭터나 영화의 캐릭터, 보컬로이드 등의 제작처와 협업한 푸리프도 많이 출시되고 있다.